# La Vie Claire
A equipa La Vie Claire, conhecido posteriormente como Toshiba, foi um equipa ciclista francêsa que competiu profissionalmente entre o 1984 e 1991. Os patrocinadores foram La Vie Claire, uma empresa de alimentação biológica, e posteriormente a companhia japonesa Toshiba.
Do seu palmarés destaca sobretudo os dois triunfos finais ao Tour de France e um ao Giro d'Italia

## Corredor melhor classificado nas Grandes Voltas
| Ano  | Giro d'Italia       | Tour de France            | Volta a Espanha |
| ---- | ------------------- | ------------------------- | --------------- |
| 1984 | -                   | 2.º Bernard Hinault       | -               |
| 1985 | 1.º Bernard Hinault | 1.º Bernard Hinault       | -               |
| 1986 | 4.º Greg LeMond     | 1.º Greg LeMond           | -               |
| 1987 | 10.º Steve Bauer    | 3.º Jean-François Bernard | -               |
| 1988 | 12.º Marc Madiot    | 65.º Philippe Leleu       | -               |
| 1989 | -                   | 24.º Fabrice Philipot     | -               |
| 1990 | -                   | 47.º Philippe Louviot     | 10.º Denis Roux |
| 1991 | -                   | 16.º Denis Roux           | -               |

## Anuário
| Ano  | Nome                       | Bicicleta       | Direção                                                                            |
| ---- | -------------------------- | --------------- | ---------------------------------------------------------------------------------- |
| 1984 | La Vie Claire-Terraillon   | LOOK            | Dir. desportivo: Philippe Crépel, Paul Köchli, Maurice Le Guilloux, Bernard Tapie  |
| 1985 | La Vie Claire-Wonder-Radar | LOOK            | Dir. desportivo: Paul Köchli, Maurice Le Guilloux, Bernard Tapie                   |
| 1986 | La Vie Claire-Wonder-Radar | Bernard Hinault | Dir. desportivo: Paul Köchli, Maurice Le Guilloux, Bernard Tapie, Michel Laurent   |
| 1987 | Toshiba-Look-La Vie Claire | LOOK            | Dir. desportivo: Paul Köchli, Maurice Le Guilloux, Bernard Tapie                   |
| 1988 | Toshiba                    | LOOK            | Dir. desportivo: Patrick Cluzaud, Yves Hézard, Maurice Le Guilloux, Bernard Tapie  |
| 1989 | Toshiba                    | LOOK            | Dir. desportivo: Patrick Cluzaud, Yves Hézard, Maurice Le Guilloux                 |
| 1990 | Toshiba                    | Raleigh         | Dir. desportivo: Patrick Cluzaud, Yves Hézard, Maurice Le Guilloux                 |
| 1991 | Toshiba                    | Raleigh         | Dir. desportivo: Patrick Cluzaud, Bernard Vallet, Maurice Le Guilloux, Marc Durant |

## Principais resultados
- Giro de Lombardia: Bernard Hinault (1984)
- Clássica San Sebastián: Niki Rüttimann (1984)
- Quatro Dias de Dunquerque: Bernard Hinault (1984), Pascal Poisson (1988)
- Volta a Suíça: Andrew Hampsten (1986)
- Ruta del Sur: Niki Ruttimann (1986)
- Flecha Valona: Jean-Claude Leclercq (1987)
- Paris-Camembert: Andreas Kappes (1989)
- Tour do Oise: Andreas Kappes (1989)
- Paris-Nice: Tony Rominger (1991)

### Nas grandes voltas
- Volta a Espanha
  - 1 participações (1990)
  - 2 vitórias de etapa:
    - 2 à 1990: Denis Roux, Jean-François Bernard

- Tour de France
  - 8 participações (1984, 1985, 1986, 1987, 1988, 1989, 1990, 1991)
  - 12 vitórias de etapa:
    - 1 no 1984: Bernard Hinault
    - 3 no 1985: Bernard Hinault (2), Greg LeMond
    - 6 no 1986: Niki Ruttimann, Bernard Hinault (3), Jean-François Bernard, Greg LeMond
    - 2 no 1987: Jean-François Bernard (2)

  - 2 vitórias final: Bernard Hinault (1985), Greg LeMond (1986)
  - 10 classificações secundárias:
    - Prêmio da combatividade: Bernard Hinault (1984, 1986)
    - Classificação da combinada: Greg LeMond (1985, 1986), Jean-François Bernard (1987)
    - Grande Prêmio da montanha: Bernard Hinault (1986)
    - Classificação dos jovens: Andrew Hampsten (1986), Fabrice Philipot (1989)
    - Classificação por equipas: (1985, 1986)

- Giro d'Italia
  - 4 participações (1985, 1986, 1987, 1988)
  - 7 vitória de etapa:
    - 1 no 1985: Bernard Hinault
    - 1 no 1986: Bernard Hinault
    - 1 no 1987: Jean-François Bernard
    - 4 no 1988: Jean-François Bernard (3), Andreas Kappes

  - 1 vitória final: Bernard Hinault (1985)